# Killer (gioco di ruolo)
Killer (anche conosciuto come, Streetwars, Sicario o Assassin) è un gioco di ruolo dal vivo comunemente praticato nei campus dei college e nelle comunità delle scuole superiori, soprattutto negli Stati Uniti. I partecipanti sono assassini e vittime allo stesso tempo, devono "uccidere" il loro bersaglio evitando di essere scoperti e di essere uccisi a loro volta. Il giocatore che riesce a sopravvivere a tutti gli altri o totalizza un punteggio più alto vince il gioco.
L'uccisione è fittizia, ad esempio si invia alla vittima una lettera con scritto "hai aperto un pacco bomba" o si inserisce un cicalino su una porta per simulare l'innesco di una trappola. Oppure ci si colpisce con pistole ad acqua o palline di carta.
Killer è descritto come un gioco che invade la vita reale. Il gioco non è riservato ad alcune ore del giorno, ma è integrato nelle attività quotidiane dei giocatori. Un torneo può durare per giorni o settimane e, mentre il gioco è in sviluppo, tutti i giocatori sono l'obiettivo di qualcun altro e hanno i propri obiettivi. Il gioco è fatto in modo da indurre un'atmosfera di paranoia, in quanto il tentativo di assassinio potrebbe accadere in ogni momento.

## Sistema di gioco
Killer ha diverse varianti tutte ispirate in qualche modo al cinema e soprattutto al film La decima vittima (1965) di Elio Petri basato sul racconto La settima vittima di Robert Sheckley. I principi fondamentali del gioco restano però invariati: ogni assassino al tempo stesso caccia e viene cacciato.
Ogni partita prevede la presenza di almeno un arbitro che assicura il buon svolgimento della partita, assegnando i ruoli, chiarendo gli eventuali dubbi ed espellendo gli eventuali giocatori molesti.
Nella forma più scarna del gioco, i coordinatori, dopo il via ufficiale della partita, assegnano ad ogni giocatore un bersaglio (o più) e assegnano il giocatore come bersaglio di un altro giocatore (o più), costituendo, così, un circolo chiuso. Ai giocatori viene consegnata l'identità del loro bersaglio dai coordinatori, ma essi non conoscono l'identità del cacciatore a cui essi sono stati assegnati come bersaglio. Lo scopo d'ogni giocatore è assassinare in maniera fittizia con degli strumenti innocui (quali banane, pistole d'acqua, biglietti di carta, ecc.) il proprio bersaglio, senza rimanere a sua volta assassinato.
Ad ogni giocatore è permesso di assassinare anche il proprio cacciatore se se ne smaschera l'identità.
Dato che una vittima potrebbe morire senza l'intervento o conoscenza da parte del giocatore a cui ella è stata assegnata, solitamente i coordinatori redicono un bollettino o cronologio in cui i giocatori eliminati vengono registrati e pubblicati, per renderli noti al resto dei giocatori. nel caso in questione, i coordinatori si apprestano comunque a contattare personalmente il giocatore rimasto senza bersaglio, informandolo e consegnandogliene uno nuovo.
Al raggiungimento dell'obiettivo se ne acquisisce uno nuovo (in genere il bersaglio della nostra vittima) e così finché non scada il tempo o finché non resta un solo giocatore, che rimarrà il sopravvissuto vincente del circolo di caccia.
In giochi di grande entità, i giocatori potrebbero non conoscere l'identità d'ogni altro giocatore a parte i loro bersagli.
Steve Jackson ha scritto una formalizzazione delle regole e delle principali varianti, tradotta e pubblicata in italiano dalla Nexus Editrice come Killer - il gioco dell'assassinio.